# بایوور
بایوور (به انگلیسی: BioWare) نام یک استودیوی بازیسازی کانادایی است که در سال ۱۹۹۵ (میلادی) توسط دو پزشک به نام‌های ری مزیکا و گرگ زیشاک تأسیس شد. این شرکت در حال حاضر تحت مالکیت شرکت آمریکایی به نام الکترونیک آرتز است.